# Xã Farmers Creek, Quận Jackson, Iowa
Xã Farmers Creek (tiếng Anh: Farmers Creek Township) là một xã thuộc quận Jackson, tiểu bang Iowa, Hoa Kỳ. Năm 2010, dân số của xã này là 445 người.